# Christianiacykel
En christianiacykel er en type ladcykel, som regel med en let skrånende kasse foran. Produktionen af cykeltypen begyndte i 1984 på Christiania Smedie, efter Lars Engstrøm havde fremstillet det første eksemplar til sin kone. Siden er den blevet populær, og fås nu i flere forskellige udformninger. Cyklen fås også med moderne hjælpemidler, som f.eks. elmotor. De bruges til transport af både gods og personer.
Selve kassen er fremstillet i vandafvisende krydsfinér. Rammen, der udgør den bærende konstruktion i kassen er fremstillet af 4-kant profiler i galvaniseret stål. Teknisk set har cyklen rigtig meget til fælles med almindelige cykler, som f.eks. bremsesystemet og gearsystemet. Baghjulet på cyklerne med indvendige gear har almindelig fodbremse, mens forhjulene har skivebremser.
Cyklerne bliver i dag produceret på Bornholm og samlet på Christiania. I 2015 tjente Engstrøm, der ejer Christiania Bikes, 10 mio. kr. Selskabet havde 25 ansatte.

## Galleri
- Modellen med høj kasse.
- Christianiacykel i New York
- Undersiden af ladet, hvor styretøjet er synligt